# 物部十千根
物部 十千根（もののべ の とおちね/とちね、生没年不詳）は、『日本書紀』等に伝わる古墳時代の人物。
『日本書紀』では「物部十千根大連（もののべのとおちねのおおむらじ）」、他文献では「十市根命」「止智尼大連」「十千尼大連」とも表記される。『古事記』に記載はない。
物部連の遠祖である。垂仁天皇在位期では五大夫の1人に数えられる。

## 系譜
『新撰姓氏録』和泉国神別 若桜部造条・安幕首条によれば、饒速日命（穂積臣・物部連等の祖神）七世孫とされる。
『先代旧事本紀』「天孫本紀」では、饒速日命六世孫の伊香色雄命に続く七世孫として、十市根命（十千根）の名が記載されている。同書によれば、父は伊香色雄命、母は山代県主長溝命の娘である玉手姫とされる。物部武諸隅連公の娘である時姫を妻として、胆咋宿禰や杭田連の祖・止志奈連公、金刺舎人の祖で初代珠流河国造の片堅石命、志紀県主、佐夜直、久努直らの祖で初代遠淡海国造の印岐美命、田井連、佐比連らの祖・金弓連ら5男を儲けたという。

## 記録
『日本書紀』垂仁天皇25年2月8日条では、武渟川別（阿倍臣祖）・彦国葺（和珥臣祖）・大鹿島（中臣連祖）・武日（大伴連祖）らとともに「大夫（まえつきみ）」の1人に数えられており、天皇から神祇祭祀のことを命じられている。

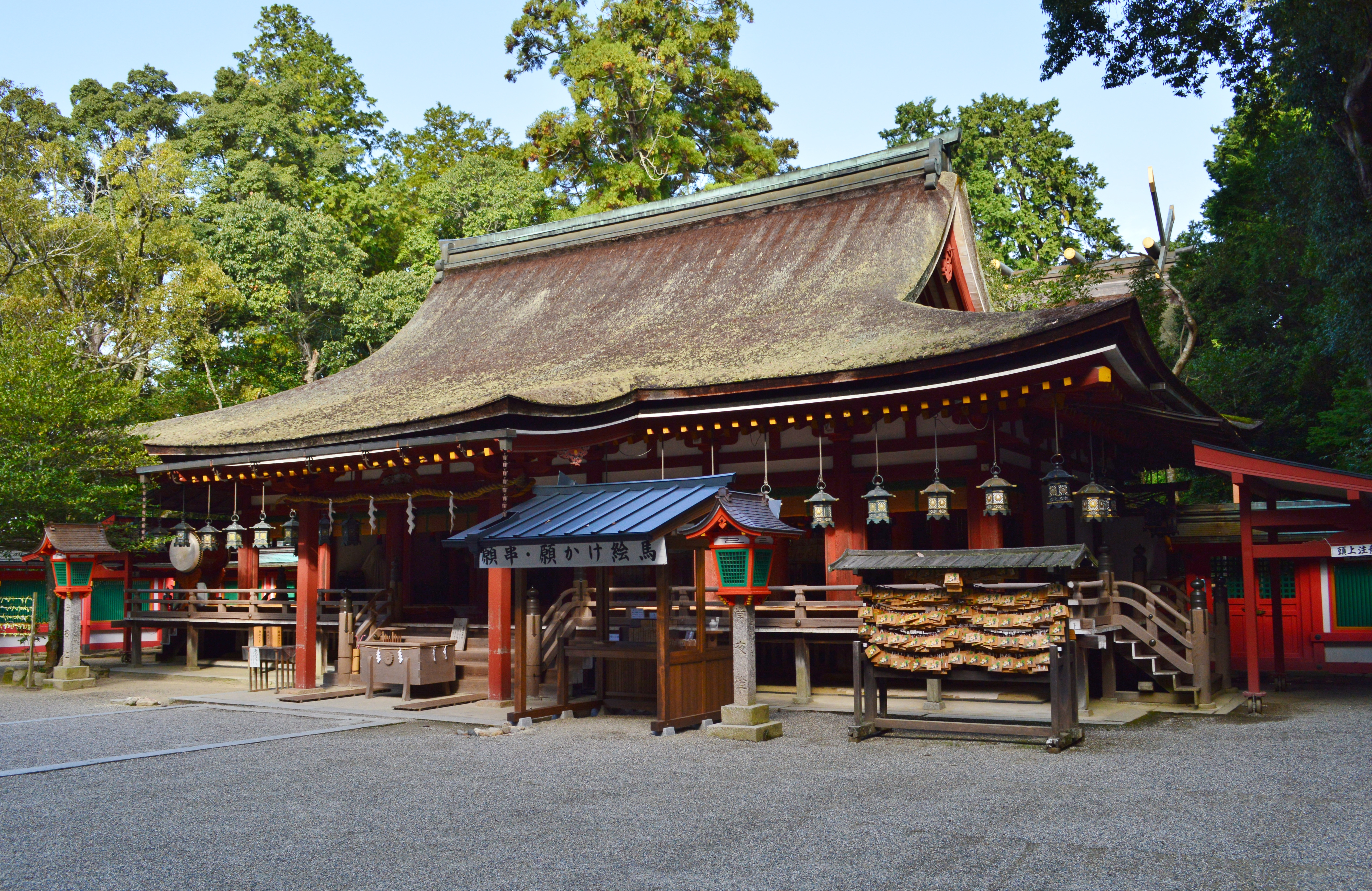
石上神宮（奈良県天理市）

同書垂仁天皇26年8月3日条では、天皇の勅で出雲に出向き、出雲の神宝の検校を行なっている。また垂仁天皇87年2月5日条では、垂仁天皇皇子の五十瓊敷命が妹の大中姫命に石上神宮（奈良県天理市）の神宝の管掌を頼んだが、大中姫命は辞し十千根に治めさせたという（物部連による石上神宮の神宝管掌の起源譚）。
そのほか『先代旧事本紀』「天皇本紀」によると、垂仁天皇81年2月1日に五大夫の1人の十市根命に対して「物部連公」の賜姓があり、さらに大連に任じられたという。

## 後裔氏族
『新撰姓氏録』では、次の氏族が後裔として記載されている。
- 和泉国神別 天神 若桜部造 - 饒速日命七世孫の止智尼大連の後。
- 和泉国神別 天神 安幕首 - 饒速日命七世孫の十千尼大連の後。

## 登場作品
- 白鳥の王子 ヤマトタケル - 黒岩重吾の小説。1990年 - 2000年。